# Supercoppa portoghese 2017 (pallavolo femminile)
La Supercoppa portoghese 2017 si è svolta l'8 ottobre 2017: al torneo hanno partecipato due squadre di club portoghesi e la vittoria finale è andata per la terza volta al Leixões.

## Regolamento
Le squadre hanno disputato una gara unica.

## Squadre partecipanti
| Squadra   | Qualificazione                         | Ultima partecipazione      |
| --------- | -------------------------------------- | -------------------------- |
| Leixões   | Vincitrice Primeira Divisão 2016-17    | ?                          |
| Famalicão | Vincitrice Coppa di Portogallo 2016-17 | Supercoppa portoghese 2016 |

## Torneo
| 8 ottobre 2017 Pavilhão Gimnodesportivo de Vila Flor, Vila Flor Durata: 2h:00 - Spettatori: ? | Leixões | 3 - 1 | Famalicão | 15-25, 25-18, 25-22, 25-22 |